# Lupinus subg. Platycarpos
Sous-genre
Lupinus subg. Platycarpos est un sous-genre de plantes à fleurs dicotylédones appartenant au genre Lupinus et à la famille des Fabaceae (Légumineuses), originaire du continent américain. Ce sous-genre comprend plusieurs centaines d'espèces (de 100 à 500), soit la très grande majorité des espèces du genre Lupinus, mais nécessitant une analyse plus poussée de leur authenticité. L'espèce-type de ce sous-genre est Lupinus densiflorus Benth.
Le nombre somatique de chromosomes est 2n = 36, 48, 96.

## Caractéristiques générales
Ce sous-genre regroupe des espèces pérennes, herbacées, frutescentes ou suffrutescentes, ou plus rarement des plantes herbacées annuelles.
La tige est glabre et recouverte de cire. Le type de ramification prédominant est monopodial. Les feuilles ont des folioles généralement de forme étroite, glabres et couvertes de cire ou d'une légère pubescence.
L'ovaire contient au moins deux ovules. Les graines sont généralement de petite taille, avec un embryon sous-développé et un albumen réduit. Les cotylédons sont de petite taille, avec un caulicule étiré. Les premières vraies feuilles sont alternes.  Les gousses, plates ou orbiculaires, contiennent au moins deux graines.
Toutes les espèces se reproduisent par pollinisation croisée.

## Histoire taxinomique
Le genre Lupinus L., et, en particulier, ses espèces américaines, a été subdivisé en 1873 par le botaniste américain Sereno Watson en trois parties : Lupinus,  Platycarpos et Lupinnelus.
Cette classification se fondait notamment sur des différences dans le port des plantes et dans le nombre d'ovules. Une majorité des espèces annuelles et pérennes du continent américain décrites par Sereno Watson ont été attribuées à la section Lupinus. A la section Platycarpos ont été attribuées certaines espèces annuelles aux ovaires à deux ovules et aux gousses à deux graines (Lupinus densiflorus Benth., Lupinus microcarpus Sims. et autres). La section Lupinnelus ne comprenait qu'une espèce (Lupinus uncialis), aux fleurs solitaires et axillaires, et également à deux ovules dans l'ovaire. Actuellement, l'existence de cette espèce semble douteuse.
Le principe de cette classification a été étendu en 1907 par les botanistes allemands Paul Ascherson et Paul Graebner pour couvrir tous les lupins des deux hémisphères, Est et Ouest. Le genre Lupinus L. a été alors subdivisé pour la première fois en deux sous-genres  : A. Eulupinus et B. Platycarpos (Ascherson & Graebner, 1907). Le nombre d'ovules dans l'ovaire et de graines dans la gousse a également été accepté comme le critère de cette division. La plupart des espèces décrites dans les deux hémisphères ont été attribuées au sous-genre A. Eulupinus.  Le sous-genre B. Platycarpos regroupait plusieurs espèces annuelles de l'hémisphère Est à deux ovules et deux graines par gousse (les mêmes espèces que celles spécifiées par S. Watson).
En 1989, dans sa nouvelle combinaison due au botaniste russe Bogouslav Kourlovitch le sous-genre Platycarpos (S.Wats.) Kurl. regroupes les nombreuses espèces annuelles et pérennes décrites dans l'hémisphère occidental, les deux groupes ayant deux ovules ou plus dans l'ovaire, alors que les 12 espèces méditerranéennes et africaines du sous-genre Lupinus L. ont au moins 4 ovules par ovaire.

## Distribution géographique
L'aire de répartition de ce sous-genre s'étend en Amérique du Nord, en Amérique centrale et en Amérique du Sud, principalement dans les systèmes montagneux des Andes et de la Cordillère. Certaines espèces sont cultivées (Lupinus mutabilis, Sweet., Lupinus polyphyllus, Lindl.).